# Décès en 1305
Décès
- 1301
- 1302
- 1303
- 1304
- 1305
- 1306
- 1307
- 1308
- 1309

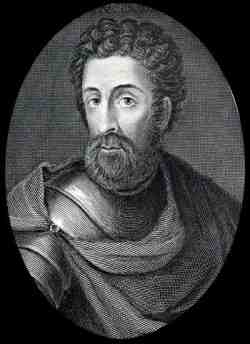
William Wallace, mort en 1305.

Cette page dresse une liste de personnalités mortes au cours de l'année 1305 :
- 9 janvier : Jean Ier de Montferrat, seigneur de Montferrat.
- après le 10 janvier : Jean IV de Brandebourg, margrave de Brandebourg.
- 1er mars : Blanche de France, princesse française, duchesse d'Autriche par son mariage.
- 7 mars : Gui de Dampierre, marquis de Namur et comte de Flandre.
- 2 avril : Jeanne Ire de Navarre, reine de Navarre et reine de France.
- 30 avril : Roger de Flor, condottiere mercenaire italien et un chef des Almogavres.
- 27 mai : Hōjō Munekata, membre du clan Hōjō, est le dixième kitakata rokuhara Tandai (sécurité intérieure de premier rang de Kyoto).
- 21 juin : Venceslas II, roi de Bohême et de Pologne.
- 23 août : William Wallace, héros national écossais, exécuté par les Anglais, après être tombé dans un piège.
- 4 septembre (ou le 12 novembre) : Matteo Orsini, cardinal italien.
- 10 septembre : Nicolas de Tolentino, moine de l'Ordre des ermites de saint Augustin.
- 24 septembre : Walter Winterburn, cardinal anglais, membre de l'ordre des dominicains.
- 4 octobre : 
  - Kameyama, 90e empereur du Japon.
  - Thierry VII de Clèves,  comte de Clèves.
- 9 octobre : Robert de Pontigny, cardinal français.
- 18 novembre : Jean II de Bretagne, duc de Bretagne.

- Maxime de Kiev, métropolite de Kiev et primat de toute l'Église russe.
- Moïse de León, rabbin espagnol.
- Jean de Meung né Jean Chopinel, érudit, traducteur et poète français auteur de la seconde partie du Roman de la Rose.
- Jean de Sierck, quarantième évêque d'Utrecht et cinquante-troisième évêque de Toul.
- Guillaume de Villaret, vingt-quatrième grand maître des Hospitaliers de l'ordre de Saint-Jean de Jérusalem.
- Bertrand des Baux, noble provençal, membre de la maison des Baux, devenu comte d'Avellino en Italie.
- Hōjō Tokimura, membre du  clan Hōjō, neuvième rensho (assistant du shikken) et également septième kitakata Rokuhara Tandai (chef de la sécurité intérieure à Kyoto).
- Joachim Piccolomini, ou Joachim de Sienne,  tertiaire de l'Ordre des Servites de Marie.

date incertaine (vers 1305)
- Démétrius de Dmanissi, prince géorgien, de la famille des Bagrations.
- Roger de Lauria, célèbre amiral qui s'illustre notamment au cours de la guerre des Vêpres siciliennes, au service de différents partis.
- Georges de Samchvildé, prince géorgien, de la famille des Bagrations.

## Crédit d'auteurs
- Cet article est partiellement ou en totalité issu de l'article intitulé « 1305 » (voir la liste des auteurs).